# Континентальная блокада
Континентальная блокада (система твёрдой земли, континентальная система) — система экономических и политических мероприятий, проводившаяся в 1806—1814 гг. французским императором Наполеоном I по отношению к своему основному противнику — Великобритании.

## Предыстория
Идея экономической блокады как эффективного средства давления на Великобританию возникла во времена французского Конвента, когда Комитет общественного спасения декретировал эту меру ещё в 1793 году, запретив ввоз многих фабричных изделий, почти исключительно шедших из Англии, и вообще разрешено было ввозить фабрикаты лишь из государств, дружественных Франции. Эти запреты были подкреплены декретом 18 вандемьера II года и, в общем, сохранены законом 10 брюмера V года. Вследствие этого и после Амьенского мира многие английские товары были исключены из предметов ввоза во Францию, что немало способствовало скорому возобновлению войны. Вместе с войной возобновились и жалобы нейтральных государств на «права», которые себе присвоила Англия благодаря господству на море по отношению к нейтральным судам. В 1798 году британское правительство разрешило нейтральным судам ввозить продукты враждебной страны в гавани Англии или в российские, и это правило было утверждено в 1803 году. Обширная торговля, в которой особенно американские суда служили посредниками между французскими и испанскими колониями Вест-Индии и английскими портами, вызвала неудовольствие англичан, тем более, что американцы вскоре превысили свои права, начав ввозить во Францию и Голландию товары из колоний этих стран.
Однако впервые на практике экономическую блокаду Англии применил Павел I на рубеже 1800—1801 годов. Он оказался своего рода первым разработчиком концепции наполеоновского проекта континентальной блокады Англии, которая началась в Санкт-Петербурге с середины 1800 года.
В попытках осуществить колониальную политику Франция столкнулась с могущественной соперницей — с Великобританией. Но после сражения при Трафальгаре, состоявшегося 21 октября 1805 года, Наполеон I потерял возможность бороться с Англией на море, где она стала почти единственным сильным игроком. Он решил подорвать торговлю Англии путём закрытия для неё всех европейских портов, нанести сокрушительный удар по торговле и экономике Великобритании во благо французской промышленности и сельского хозяйства.

## Континентальная система
Благоприятным поводом к началу блокады послужил королевский декрет Георга III от 16 мая 1806 года, которым Англия объявляла в блокаде все порты Европы, берега и реки на всем пространстве от Эльбы до Бреста. Такого королевского указа добился министр Фокс. Блокада, однако, была строго установлена только между устьем Сены (порты Гавр и Онфлёр) и портом Остенде. В порты между этими двумя пунктами не допускалось ни одно нейтральное судно ни под каким предлогом, и если бы было захвачено при попытке войти туда, то было бы признано законным призом. С другой стороны, нейтральные суда могли входить в порты и выходить из них свободно, если они «не грузились в каком-либо порту, принадлежащем врагам Его величества, или не следовали прямо в какой-либо из принадлежащих врагам Его величества портов». Редакция указа очевидно избегала всякого вопроса о происхождении грузов.
Ссылаясь на то, что Великобритания нарушает общепризнанное всеми цивилизованными народами международное право, Наполеон I издал Берлинский декрет о континентальной блокаде (21 ноября 1806 года). Документ был подписан в Берлине после разгрома пруссаков армией Наполеона. В Берлинском декрете излагались основы континентальной системы, а также устанавливался контроль над всей береговой линией империей Наполеона I. Декрет воспрещал вести торговые, почтовые и иные отношения с Британскими островами; блокада распространялась на все подвластные Франции, зависимые от неё или союзные ей страны. Любой англичанин, обнаруженный на территории, подвластной Франции, объявлялся военнопленным, а товары, принадлежащие британским подданным, конфисковывались. Ни одно судно, следующее из Англии или её колоний или заходившее в их порты, не допускалось во французские порты под угрозой конфискации.
В течение 1807 года к континентальной блокаде, помимо Франции, Италии, Голландии, Испании и Дании, присоединились согласно Тильзитским договорам 1807 года Россия и Пруссия, а в 1809 году — Австрия и (формально) Швеция.
Великобритания ответила на объявление континентальной блокады контрблокадой, широким развёртыванием морской торговой войны и контрабандной торговлей. «Королевские приказы» 1807 года запрещали нейтральным государствам вести морскую торговлю с враждебными странами и обязывали нейтральные суда заходить в британские порты для уплаты налогов и пошлин и проверки места назначения груза.
В конце 1807 года Наполеон подписал направленные на усиление континентальной блокады так называемые «миланские декреты», по которым всякий корабль, подчинившийся распоряжениям английского правительства, приравнивался к вражеским судам и подлежал захвату. В 1810 году некоторые виды товаров (такие как сырьё, кофе, сахар) стало возможным ввозить во Францию, однако с уплатой огромных торговых пошлин. В то же время, по декрету Наполеона от 18 октября 1810, готовые изделия британского происхождения (в частности хлопковое полотно), обнаруженные на твёрдой земле, подлежали сожжению.
Континентальная блокада способствовала интенсификации отдельных отраслей французской промышленности (главным образом металлургической и обрабатывающей); в то же время она крайне отрицательно сказалась на экономике ряда европейских стран, имевших традиционные экономические связи с Великобританией, и непрерывно нарушалась. Нигде действия так называемой системы твердой земли, или континентальной, не были столь ужасны, как в голландских провинциях, присоединенных к Франции. Главная задача блокады, поставленная Наполеоном, — сокрушение Великобритании — оказалась невыполненной.
Что касается России, то, как отмечает акад. Н. М. Дружинин, «огромное значение имел этот период для усиления самостоятельной национальной индустрии. Отгороженная от Англии высокими таможенными барьерами, русская мануфактура широко использовала создавшееся политическое положение».
Вскоре после вторжения Наполеона в Россию Россия и Великобритания 6 (18) июля 1812 года подписали мирный договор, а 12 (24) сентября 1812 года был опубликован манифест Александра I о возобновлении торговых отношений между странами.
В 1813 году после поражения Франции в войне с шестой антифранцузской коалицией европейские государства отказались от соблюдения континентальной блокады. С реставрацией Бурбонов во Франции в апреле 1814 года она была окончательно отменена.

## Эффект

### Франция и континентальная Европа
Блокада серьёзно навредила экономике самой Франции. Судостроение и связанные с ней отрасли (изготовление канатов) пришли в упадок, как и многие ориентированные на заграницу отрасли, вроде производства льна. Из-за небольшого экспорта и упущенной выгоды многие отрасли были закрыты. Южная Франция, особенно портовые города Марсель и Бордо, а также город Ла-Рошель, пострадали от сокращения торговли. Кроме того, цены на основные продукты питания выросли в большинстве стран континентальной Европы.
Указ Наполеона о Сен-Клу в июле 1810 г. открыл юго-запад Франции и испанскую границу для ограниченной британской торговли и вновь возобновил французскую торговлю с США. Это было признанием того, что его блокада нанесла больший ущерб его собственной экономике, чем британской. Ему также не удалось сократить британскую финансовую поддержку своих союзников. Промышленно развитые север и восток Франции и Валлония значительно увеличили прибыль из-за отсутствия конкуренции со стороны британских товаров (особенно текстиля, производство которого в Великобритании было намного дешевле).
В Италии сельскохозяйственный сектор процветал; но основанная на торговле голландская экономика сильно пострадала к огорчению её правителя Людовика Бонапарта.

### Испания и Португалия
Португалия открыто отказалась присоединиться к континентальной системе, ещё в 1793 г. она подписала договор о взаимопомощи с Великобританией. После Тильзитского мирного договора от июля 1807 года Наполеон попытался захватить португальский флот и дом Браганса, а также занять португальские порты. Он потерпел неудачу, поскольку королева Португалии Мария I взяла свой флот и перевела португальский двор в Бразилию под эскортом королевского флота. Португальское население подняло восстание против французских захватчиков с помощью британской армии под командованием британского офицера Артура Уэлсли, после чего начались Пиренейские войны. Наполеон также вынудил испанскую королевскую семью отречься от престола в пользу своего брата Жозефа.